# Pompertuzat
Pompertuzat is een gemeente in het Franse departement Haute-Garonne (regio Occitanie). De plaats maakt deel uit van het arrondissement Toulouse. Pompertuzat telde op 1 januari 2022 2.203 inwoners.

## Geografie
De oppervlakte van Pompertuzat bedroeg op 1 januari 2022 5,44 vierkante kilometer; de bevolkingsdichtheid was toen 405 inwoners per km².

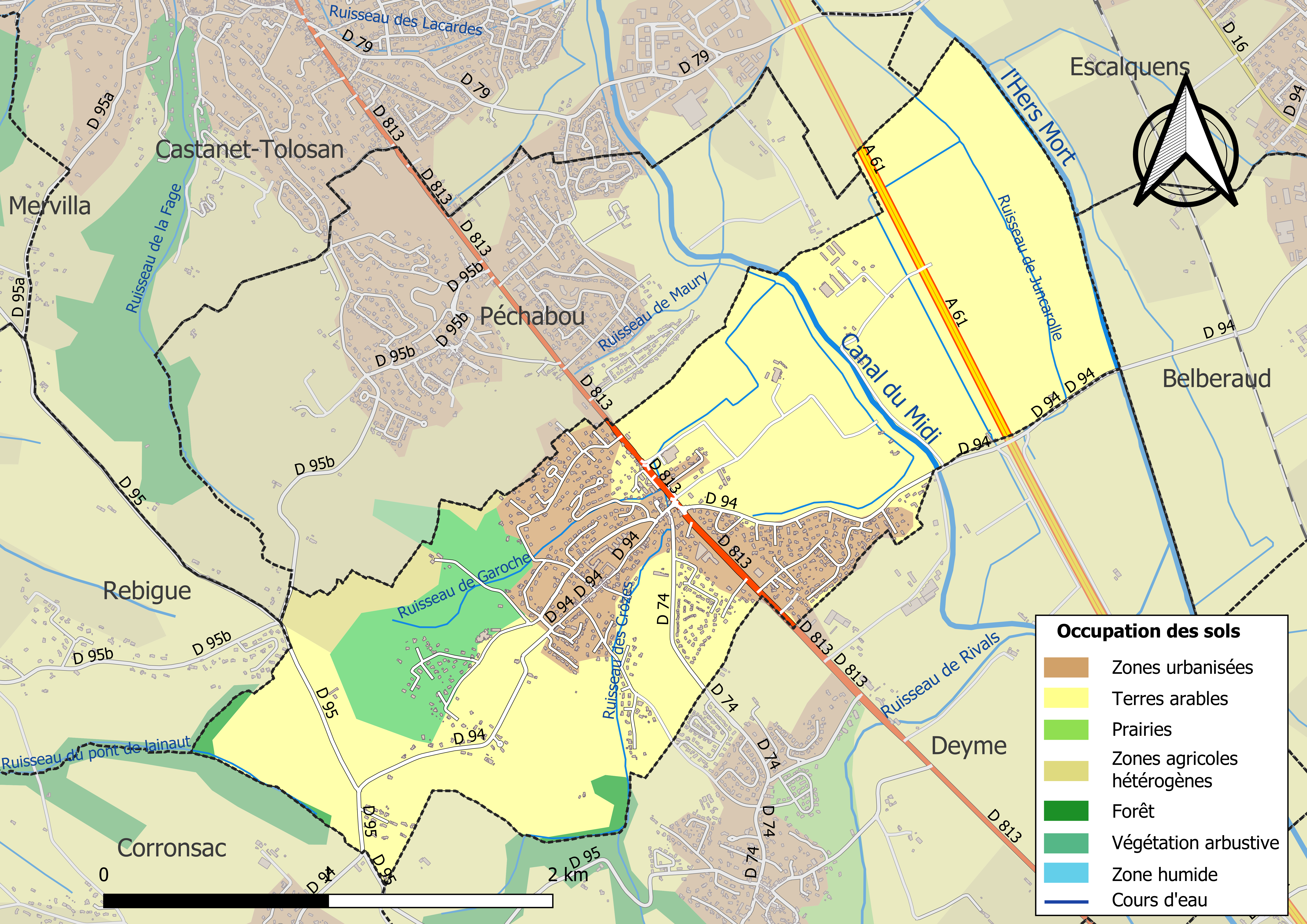
Kaart van de gemeente met belangrijkste infrastructuur, bodemgebruik en omliggende gemeenten

## Demografie
De figuur toont het verloop van het inwonertal (bron: INSEE-tellingen).